# Gladiator (Kallark)
Pour les articles homonymes, voir Gladiator et Sentry.
Kallark, alias Gladiator est un super-héros évoluant dans l'univers Marvel de la maison d'édition Marvel Comics. Créé par le scénariste Chris Claremont et le dessinateur Dave Cockrum, le personnage de fiction apparaît pour la première fois dans le comic book Uncanny X-Men (vol. 1) #107 en octobre 1977.
Gladiator est le préteur de la Garde impériale Shi'ar. Sorte de Superman, cet extraterrestre humanoïde possède d'incroyables pouvoirs qui font de lui l'un des êtres les plus puissants de l'univers Marvel.
Soldat entièrement dévoué au Trône Shi'ar, il ne pose jamais de question au sujet de sa mission et n'hésite pas à risquer sa vie pour son empire.

## Biographie du personnage

### Origines
De son vrai nom Kallark, il est un Strontien, race alien affiliée à l'empire Shi'ar.
Son peuple mit à disposition de l'empire ses 10 meilleurs jeunes guerriers, transformés en « Gladiateurs », des soldats d'élite altérés scientifiquement. Kallark était l'un d'entre eux. Le Majestor TY'Korr ordonna à cette garde de tuer le Conseil Strontien qu'il craignait. Kallark exécuta l'ordre, se pliant ainsi à la servitude et la loyauté qui régnait chez les Strontiens. Pour le récompenser, T'Korr lui donna le titre de préteur (chef) de la Garde Impériale Shi'ar, une armée d'êtres doués de super-pouvoirs chacun issu d'une planète de l'empire extra-terrestre Shi'ar. 

### Préteur de la Garde impériale
Sa première rencontre avec les X-Men les opposa à ces derniers, alors qu'il suivait les ordres de l'Empereur D'Ken. Il les combattit de nouveau lors de la Saga du Phénix Noir, ayant pour mission de tuer Jean Grey pour ses agissements en tant que Phénix. Une autre fois, il s'allia avec les mutants pour empêcher un coup d'État fomenté par Lord Samedar et sauver le trône de Lilandra Neramani, fiancée du Charles Xavier.
Des années plus tard, il partit en mission sur Terre, pour tuer les Fantastic Four, pensant à tort qu'ils étaient des Skrulls. Grâce à l'aide de Captain America et Spider-Man, les vrais Skrulls furent démasqués.
Gladiator fut aussi présent au Jugement inter-galactique de Red Richards, qui avait sauvé la vie de Galactus.
Plus tard, la sœur de Lilandra, Deathbird réussit un coup d'État et devint la nouvelle Majestrix de l'Empire.  En dépit de sa loyauté envers Lilandra, il continua de servir l'Empire. À cette période, il combattit Rom, le Chevalier de l'Espace. Lors du combat final opposant la Garde impériale aux Vengeurs et Excalibur, Gladiator obligea la Garde à stopper l'assaut.
Lors du crossover Operation: Galactic Storm, Gladiator battit Wonder Man mais fut ensuite vaincu par Thor (Eric Masterson).
Gladiator apparut ensuite aux côtés de Beta Ray Bill, le Surfer d'argent et d'autres contre Tyrant, qui fut finalement défait par Thanos.
Après le crossover Onslaught, Lilandra envoya Galactus et une escouade protéger la Terre, cible de choix après la disparition de ses héros. Ils stoppèrent un complot Kree. Toujours sur Terre, Gladiator aida les X-Men à combattre la Phalanx et affronta Hulk pour retrouver un fugitif Shi'ar.
À son retour dans l'espace Shi'ar, il suivit les ordres de Lilandra (en fait contrôlée mentalement par Cassandra Nova) et il mena un assaut direct sur le Manoir des X-Men. La tromperie fut révélée, Lilandra sauvée et Cassandra battue.
Plus tard, Gladiator fut battu par un extraterrestre ayant volé l'Uni-Pouvoir, alors en route pour étude dans l'Empire Shi'ar.
Quand Vulcain fit son apparition, il tua plusieurs membres de la Garde, mais Gladiator réussit finalement à l'emprisonner. Quand l'humain épousa Deathbird et tua D'Ken, Gladiator, étant malgré tout fidèle au trône Shi'ar, se soumit à ses ordres.

### War of Kings
Gladiator assista Vulcain dans sa gestion de l'empire Shi'ar, et fut obligé de le servir quand celui-ci déclara d'étendre les frontières de l'Empire, et de commencer une guerre contre les Kree.
Il fut envoyé retrouver Lilandra, ayant demandé refuge sur Hala, alors dirigée par les Inhumains. Il abattit facilement les défenseurs de l'Imperatrix, les Gardiens de la Galaxie et les Frères des étoiles. Mais il faillit à son devoir et élimina un membre de la Garde.
À la fin de la Guerre, Lilandra morte, Kallark se proclama nouvel empereur.

## Pouvoirs et capacités
Gladiator est l'un des êtres les plus puissants de l'univers Marvel, et le plus fort de la garde impériale Shi'ar. Guerrier implacable ignorant la peur, Kallark est un adversaire extrêmement redouté, capable de lutter contre les êtres les plus puissants.
- Les limites de la force de Gladiator ne sont pas connues, mais elle surclasserait de très loin celles de Thor et d'Hercule réunis. À titre de comparaison, sa puissance physique serait équivalente à celle de Superman. On pense qu'il pourrait changer l'orbite d'une planète et même détruire un soleil.
- Il est pratiquement invulnérable ; il a ainsi été capable de survivre à l'explosion d'une supernova et de vivre indéfiniment dans le vide spatial.
- Il peut se déplacer et voler dans les airs à une vitesse extraordinaire, lui permettant de réaliser des voyages interplanétaires.
- Ses yeux peuvent projeter de puissants rayons d’énergie dont la chaleur peut égaler celle d'une étoile.
- Il dispose également de super-sens (sa vision et son ouïe portent sur plusieurs kilomètres).
- Il est aussi très résistant aux attaques télépathiques. Toutefois, les télépathes les plus puissants comme Rachel Summers, Jean Grey ou le professeur Xavier ont déjà pu lire son esprit.

Cependant, les pouvoirs de Gladiator sont liés à son état d'esprit : plus il a confiance en lui, plus il est puissant, ce qui le rend alors presque invincible. Il est l'un des rares à avoir réussi à soulever et déplacer le Colosse ; il a même réussi l'exploit de stopper le Fléau, chose que personne sur Terre n'avait réussi à faire, à part Hulk contrôlé par le mutant Apocalypse.
Son immense puissance est donc à double tranchant car, en le faisant douter de ses capacités comme l'ont fait Red Richards et Rocket, il est possible de le vaincre.